# St. Martin’s Without
St. Martin’s Without – civil parish w Anglii, w Cambridgeshire, w dystrykcie (unitary authority) Peterborough. W 2001 civil parish liczyła 46 mieszkańców.